# Рейсовый чартер
Рейсовый чартер (англ. Voyage charter party) — договор фрахтования, по которому судовладелец предоставляет фрахтователю грузовые помещения судна и обязуется доставить груз из порта отправления в порт назначения за согласованный фрахт.

## Права и обязанности сторон по договору рейсового чартера
По договору рейсового чартера судовладелец принимает на себя все расходы по содержанию судна, экипажа, по топливу и навигационным расходам.
Фрахтователь принимает на себя расходы и риски по доставке груза к борту судна и по его отвозу от борта при выгрузке. Часто фрахтователь также принимает на себя риск и уплату всей погрузки и выгрузки, включая укладку, крепёж груза и т. п. 
Соответственно расширяются и права фрахтователя, который получает возможность самостоятельно управлять грузовыми операциями, ускоряя их, или нести материальную ответственность при их замедлении, а также распоряжаться процессом размещения груза в судовых помещениях.

### Фрахт
За доставку груза в порт назначения фрахтователь обязан уплатить судовладельцу фрахт. Сумма фрахта формируется на основе ставки фрахта, которая согласовывается при заключении договора с учётом рыночной конъюнктуры. Ставка согласовывается за единицу груза - тонну, кубический метр и т.п. или в твёрдой сумме (люмпсум). При фрахтовании танкеров часто применяется т.н. Мировая шкала (Worldscale), содержащая основные мировые маршруты танкерных перевозок и их стоимость для стандартного танкера 75 000 тонн.